# La aldea (programa de televisión)
La aldea es un programa de televisión uruguayo de entrevistas de estilo late night show presentado por Diego González. Es emitido por TV Ciudad desde el 22 de abril de 2022.

## Formato
Es el primer late night-talk show del canal, es emitido los días jueves a las 21:00 (UTC-3) en VIVO. El programa cuenta con monólogos con actualidad en clave de humor, e incluye entrevistas a famosos y personajes del espectáculo del Uruguay. El programa se grabó en el Teatro Centro Cultural Artesano del Barrio Peñarol, ubicado en Montevideo. Cuenta con la conducción del comunicador Diego González y con la participación esporádica de los comediantes Gastón «Waldemar» Carbajal, María Rosa Oña y Diego Vignolo. En su segunda temporada el programa se emite en vivo los jueves a las 21:00 desde la Sala Camacuá.
En el primer programa, el invitado fue Jorge Nasser y el comediante fue Pablo Oyhenart.

## Temporadas
| Temporada | Temporada | Programas | Estreno             | Final |
| --------- | --------- | --------- | ------------------- | ----- |
|           | 1         | –         | 22 de abril de 2022 | –     |

## Equipo

### Presentador
- Diego González

### Comediantes
- Gastón «Waldemar» Carbajal
- María Rosa Oña
- Diego Vignolo